# Junior Kabunda
Junior Pashi Kabunda, né le 6 mai 1990, surnommé « le Monstre de Bruxelles », est un criminel et tueur en série belge,,.
Après avoir participé au vol et meurtre, le 29 août 2006, du pianiste israélien Benjamin Rawitz-Castel, Kabunda a assassiné sa fille et l'arrière-grand-mère de celle-ci, le 20 septembre 2009. Pour ses derniers crimes, il a été condamné à la réclusion à perpétuité ainsi qu'à 25 ans de réclusion criminelle,.

## Biographie
On sait peu de choses sur l'enfance de Kabunda. Né dans la capitale de parents congolais, le 6 mai 1990, il a été décrit comme un garçon malheureux qui se heurtait souvent à ses proches. Adolescent, il a rejoint un gang criminel, et se livre au trafic et à la consommation de drogue dans la région.
Le 29 août 2006, en compagnie de Laurent Oniemba, 22 ans, les deux hommes se promenaient dans Bruxelles en pleine nuit lorsqu'ils sont tombés par hasard sur Benjamin Rawitz-Castel, qui revenait d'un concert à Enghien, dans le Hainaut . Lorsqu'ils ont remarqué qu'il entrait dans sa Honda Civic, Oniemba et Kabunda l'ont attaqué, battant Rawitz-Castel jusqu'à ce qu'il perde connaissance et traînant son corps dans un sous-sol voisin. Lorsqu'il est temporairement revenu à ses esprits, l'homme a demandé ce qu'il avait fait, avant d'être à nouveau battu et de succomber à ses blessures. Une fois l'acte accompli, les deux tueurs ont volé sa voiture et se sont enfuis. En mars 2008, tous deux ont été arrêtés pour homicide involontaire, mais comme Kabunda était mineur à l'époque, il a été envoyé dans un centre pour jeunes au lieu d'être inculpé.
En septembre 2009, Kabunda a été autorisé à quitter l'établissement, pour rendre visite à la famille de sa petite amie Céline, qui résidait à Woluwe-Saint-Lambert. Le 20 septembre, furieux de douter qu'il ne soit pas le père d'Anaïs, l'enfant de Céline, Kabunda a violé et tué Marcelle Deconinck, 79 ans, la grand-mère de Céline, avant de passer à tabac et de tuer Anaïs, âgée de 18 mois. De plus, il a tenté d'étrangler Céline, la laissant pour morte. Peu de temps après, Kabunda a été arrêté, accusé des deux meurtres et de la tentative de meurtre, puis placé en détention provisoire. Un test ADN a par la suite prouvé qu'il était bien le père d'Anaïs.

## Arrestation, jugement et emprisonnement
Alors qu'il était incarcéré et en attente de jugement pour les familicides, des gardiens de la prison de Nivelles ont découvert une carte SIM dans la cellule de Kabunda. Compte tenu du fait qu'il aurait dit à un autre détenu qu'il préparait une évasion, des mesures de sécurité supplémentaires ont été prises pour l'en empêcher.
Le 20 décembre 2010, la cour d'assises de Bruxelles l'a reconnu coupable de double meurtre, meurtre et tentative d'homicide, condamnant Kabunda à la réclusion criminelle à perpétuité pour ces faits, ainsi qu'à 25 ans de réclusion criminelle pour le meurtre de Rawitz-Castel. Cette décision a ensuite été contestée par l'un de ses avocats, Yannick De Vlaeminck, invoquant des erreurs de procédure, mais le pourvoi a été rejeté.
Kabunda est libérable depuis 2024, mais est toujours incarcéré et purge sa peine à la prison d'Andenne,.

## Voir également
- Liste des tueurs en série par pays